# Ignacio Kozadinos

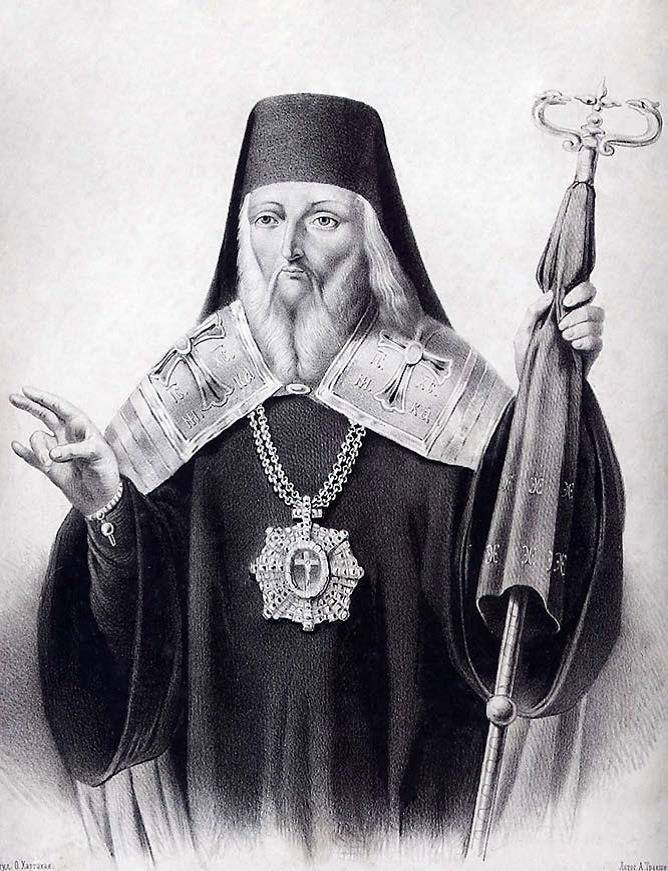
Ignacio Kozadinos

Ignacio Kozadinos o Gozadinos (1716 - 16 de febrero de 1786) fue un Obispo griego de Gothia y Kafa en Crimea y luego de Mariúpol. Es venerado como un santo de la Iglesia Ortodoxa.

## Biografía
Nació en 1716 en Citnos como Iakovos Kozadinos y procedía de la familia de Kozadinis o Gozzadinis. Los Kozadinis eran descendientes de una familia noble del Imperio Franco. Aunque originalmente eran católicos, se convirtieron en ortodoxos a lo largo de los siglos. De hecho, en 1613 los antepasados de Ignacio construyeron la iglesia de Agios Savvas en Kythnos, donde él mismo fue bautizado.
De joven fue al Monte Athos y se hizo monje en el Monasterio de Vatopedi, adoptando el nombre eclesiástico de Ignacio. En 1771 se convirtió en Obispo de Gotthia y Kafa, en Crimea, donde ofreció sus servicios para el renacimiento espiritual de los griegos y la preservación de su conciencia nacional y la fe cristiana ortodoxa. En 1778, emprendió la misión de sacar a los griegos ortodoxos de Crimea, que estaba bajo control de los tártaros, y asentarlos en Azov, donde construyeron Mariúpol. En la nueva ciudad se instaló con su rebaño. Murió en Mariúpol el 16 de febrero de 1786.
Fue declarado santo por la Iglesia Ortodoxa ucraniana. Además, por decisión de la Metrópolis de Syros, es honrado como santo local en su lugar de origen. El 1 de octubre de 2016 parte de sus reliquias fueron trasladadas de Mariúpol a Hora de Citnos.